# Euthystira
Złotawiec (Euthystira) – rodzaj owadów prostoskrzydłych z rodziny szarańczowatych.
Są to owady średnich rozmiarów o, w zwłaszcza u samców metalicznym ciele. Ich głowę cechuje brak dołków ciemieniowych. Przedplecze ma wyraźnie zaznaczone listewki boczne i środkową. Typowe formy samców mają pokrywy sięgające nieco za środek odwłoka i zwieńczone wcięciem, a samic krótkie i tępe na wierzchołku. U form długośkrzydłych obie pary skrzydeł wystają poza koniec odwłoka. U samca długość płytki subgenitalnej nie sięga dwukrotności jej szerokości. U samicy pokładełko ma długie płaty.
Przedstawiciele występują w krainie palearktycznej od zachodniej Europy po Daleki Wschód Rosji i Półwysep Koreański. W Polsce rodzaj ten jest reprezentowany tylko przez złotawca krótkoskrzydłego.
Takson ten wprowadzony został w 1852 roku przez F. Fiebera jako Euthyteirae. Należy tu 5 opisanych gatunki:
- Euthystira brachyptera (Ocskay, 1826) – złotawiec krótkoskrzydły
- Euthystira luteifemora Zhang, Zheng & Ren, 1995
- Euthystira pavlovskii Bey-Bienko, 1954
- Euthystira xinyuanensis Liu, 1981
- Euthystira yuzhongensis Zheng, 1984